# Палата Драгомировић
Палата Драгомировић је објекат који се налази у Чачку. Подигао ју је Крста Драгомировић,  српски војни лекар, хирург, санитетски пуковник, учесник Балканских ратова и Првог светског рата, 1924. године.  Данас је у власништву Поште Србије.

## Архитектура
Камено репрезентативно степениште води у улазни трем, на коме су четири стуба који носе терасу са балустрадама. Хоризонталним венцима објекат је подељен на два дела, ослоњеним на пиластре. Горњи пиластри су украшени биљном декорацијом. Прозори на спрату имају само профилисани надпрозорник. Портал је наглашен пиластрима, који носе лучни надвратник у облику венца.
Објекат има академски разуђену композицију. Остварен је ритам и пластичност израза наглашавањем трема и тераса, декоративном обрадом портала, кордонских венаца, пиластара, сменом пуних и празних површина, увучених и истурених сегмената. Мешају се класицистички и барокни елементи.
Јасноћа, строгост и декоративност помирени су на слојевитим фасадама грађевине.